# Marbach (Erfurt)
Marbach, Erfurt-Marbach – dzielnica miasta Erfurt w Niemczech, w kraju związkowym Turyngia. 